# Parasmodix
Parasmodix là một chi nhện trong họ Thomisidae.